# Le Monêtier-les-Bains

Le Noyer este o comună în departamentul Hautes-Alpes, Franța. În 1 ianuarie 2022 avea o populație de 968 de locuitori.